# Stysanus cybosporus
Stysanus cybosporus är en svampart som beskrevs av D. Sacc. 1904. Stysanus cybosporus ingår i släktet Stysanus och familjen Microascaceae.   Inga underarter finns listade i Catalogue of Life.